# Saigusaia cincta
Saigusaia cincta är en tvåvingeart som först beskrevs av Oskar Augustus Johannsen 1912.  Saigusaia cincta ingår i släktet Saigusaia och familjen svampmyggor. Inga underarter finns listade i Catalogue of Life.